# Velvet. Percorsi di altro rock, cinema e cultura
Velvet. Percorsi di altro rock, cinema e cultura, spesso conosciuta con il solo nome di Velvet, fu una rivista mensile a carattere prevalentemente musicale fondata nel 1988 da molti collaboratori fuoriusciti da Il mucchio selvaggio.

## Storia della rivista
Il primo numero uscì nell'ottobre 1988; Inizialmente la direzione era condivisa fra Maurizio Bianchini e Federico Guglielmi , per poi passare dal n. 16 del gennaio 1990 nelle mani del solo Guglielmi.
Gli altri collaboratori erano Eddy Cilìa (responsabile della revisione e dei progetti speciali), Ermanno Labianca (coordinatore redazionale), Pierluigi Bella, Massimo Cotto, Marco De Dominicis, Vittorio Amodio, Riccardo Bonanni, Paolo Ferrari, Roberto Fratini, Maurizio Lucenti, Marina Petrillo e Peter Sarram.
La rivista concluse la sua prima fase di vita editoriale con il n. 26, del novembre 1990. La seconda, con Bianchini direttore unico e con una linea editoriale lievemente diversa (significativo il sottotitolo Bible of fun & enlightenment), fu varata nel gennaio 1991 e si concluse, con il n.10, nell'ottobre dello stesso anno. Nella terza e ultima fase, dopo il numero 11 del novembre 1991, "Velvet" modificò radicalmente la sua impostazione, divenendo una rivista di sole recensioni (musicali e non) diretta da Maurizio Favot; la chiusura definitiva avvenne con il n. 17 del giugno 1992.